# 38-й Київський міжнародний кінофестиваль «Молодість»

Емблема фестивалю

38-й міжнародний кінофестиваль «Молодість» проходив у Києві з 18 по 26 жовтня 2008 року. Фестивальним центром вдруге став кінотеатр «Київ», де відбувались всі конкурсні покази, робочі пресконференції та значна частина позаконкурсних програм.

## Фільми-учасники конкурсної програми

### Студентські фільми
| Назва                            | Режисер                        | Країна                   | Рік  | Тривалість, хв. |
| -------------------------------- | ------------------------------ | ------------------------ | ---- | --------------- |
| Гата                             | Діана Мкртчан                  | Росія                    | 2008 | 33              |
| «Космополітен» радить жінці      | Катерина Холашкова             | Чехія                    |      | 8               |
| 1977                             | Пеке Варела                    | Велика Британія          | 2007 | 8               |
| PRL люкс                         | Едіта Вроблевска               | Польща                   | 2008 | 15              |
| Балада                           | Якічонок Ілля                  | Росія                    | 2008 | 12              |
| Блокскі                          | Джеф Десам                     | Велика Британія          | 2007 | 9               |
| Ведмежа лапа                     | Марина Росе                    | Швейцарія                | 2008 | 4               |
| Вечірня зоря                     | Ліза Блатер                    | Швейцарія                | 2008 | 16              |
| Голешово                         | Іліан Мєтєв                    | Велика Британія Болгарія | 2008 | 34              |
| Дзвінок                          | Йо Яй-мін                      | Південна Корея           | 2008 | 15              |
| Дилема                           | Сіддхарт Сінха                 | Індія                    | 2007 | 21              |
| Диявольські образи               | Стефан Шаллер                  | Німеччина                | 2007 | 30              |
| Дощ                              | Марина Врода                   | Україна                  | 2007 | 13              |
| Еліко                            | Мені Яєш                       | Ізраїль                  | 2007 | 20              |
| Запрошення                       | Катрін Ґеббе                   | Німеччина                | 2007 | 7               |
| І я зберігатиму це у моєму серці | Сунґ-а Юн                      | Бельгія                  | 2008 | 24              |
| Крізь повітря                    | Вера Еджіто                    | Бразилія                 | 2007 | 15              |
| Лікування                        | Емма Севедж                    | Велика Британія          | 2008 | 18              |
| Мені не хочеться танцювати       | Йоахім Долхопф Еві Голдбруннер | Німеччина                | 2008 | 7               |
| Невловима мить                   | Гарбіель Цафка                 | Греція                   | 2008 | 10              |
| Отроцтво                         | Дмитро Сухолиткий-Собчук       | Україна                  | 2007 | 10              |
| Піранья                          | Віра Чаканьєва                 | Чехія                    | 2007 | 13              |
| Прощання                         | Ірена Скорич                   | Хорватія                 | 2008 | 12              |
| Стукіт                           | Річард Адлесс Девід С. Нобль   | Велика Британія          | 2008 | 10              |
| Трикотажник                      | Анна Інтерман Дана Льофелгольц | КНР Німеччина            | 2007 | 8               |
| Трикстер                         | Алекзандер Пол                 | Німеччина                | 2007 | 15              |
| Чоловік                          | Мина Йозеф                     | США                      | 2007 | 15              |
| Школа                            | Серик Абишев                   | Казахстан                | 2008 | 6               |
| Я чую твій крик                  | Пабло Ламар                    | Аргентина                | 2007 | 11              |
| Якщо я впаду                     | Божіна Панайотова              | Франція                  | 2008 | 23              |

### Короткометражні фільми
| Назва                    | Режисер                        | Країна                         | Рік  | Тривалість, хв. |
| ------------------------ | ------------------------------ | ------------------------------ | ---- | --------------- |
| Я не мрію німецькою      | Іванна Лаловіч                 | Боснія і Герцеговина Швейцарія | 2008 | 15              |
| Рене                     | Тобіас Ноєль                   | Швейцарія                      | 2007 | 29              |
| Гарний день для плавання | Богдан Мустата                 | Румунія                        | 2008 | 10              |
| Жахлива омана            | Цезар Естебан Аленда           | Іспанія                        | 2008 | 16              |
| Закон                    | Віталій Потрух                 | Україна                        | 2008 | 25              |
| Золота нитка             | Дієго Санчідріан               | Іспанія                        | 2007 | 20              |
| Кава з молоком           | Даніел Рібейру                 | Бразилія                       | 2007 | 18              |
| Мої приятелі             | Луї Гаррель                    | Франція                        | 2008 | 25              |
| Не клади слухавку!       | Дем'єн Россіно                 | Франція                        | 2008 | 12              |
| Невразливий              | Жан-Бернар Марлен Бенуа Рамбур | Франція                        | 2007 | 14              |
| Прибиральниці мрії       | Бану Аксекі                    | Бельгія                        | 2007 | 15              |
| Рефрени                  | Віола Сова                     | Польща                         | 2007 | 13              |
| Сара                     | Бася Бауман                    | Німеччина                      | 2007 | 20              |
| Слава на морі            | Бен Цайтлін                    | США                            | 2008 | 25              |
| Сьогодні неділя!         | Самір Ґесмі                    | Франція                        | 2008 | 30              |
| Тоні Зіа                 | Валентін Потьє                 | Франція                        | 2007 | 20              |
| Червоне золото           | Цезар Фраґнеллі                | Італія                         | 2007 | 12              |
| Червоний                 | Хуан-Мануель Бетанкур          | Колумбія                       | 2008 | 13              |
| Чотири                   | Іванна Шебестова               | Словаччина                     | 2007 | 16              |

### Повнометражні фільми
| Назва                     | Режисер                | Країна               | Рік  | Тривалість, хв. |
| ------------------------- | ---------------------- | -------------------- | ---- | --------------- |
| Бій                       | Анаїс Барбо-Лавалет    | Канада               | 2007 | 90              |
| Будда вибухнув від сорому | Хана Махмальбаф        | Іран Франція         | 2007 |                 |
| Версаль                   | П’єр Шоллер            | Франція              | 2008 | 113             |
| Гадерсфільд               | Іван Живковіч          | Сербія               | 2007 | 95              |
| Гітара                    | Емі Редфорд            | США                  | 2008 | 93              |
| Маленьке життя            | Олександр Жовна        | Україна              | 2008 | 65              |
| Ніч перед очима           | Брігітте Марія Бертеле | Німеччина            | 2008 | 91              |
| Просте серце              | Маріон Лейн            | Франція              |      | 105             |
| Сіль цього моря           | Аннмарі Ясир           | Франція Швейцарія    | 2008 | 109             |
| Слідчий                   | Атіла Ґіґор            | Угорщина             | 2007 | 110             |
| Сніг                      | Айда Бегіч             | Боснія і Герцеговина | 2008 | 99              |
| Шультес                   | Бакур Бакурадзе        | Росія                | 2008 | 99              |

## Фільми-учасники позаконкурсної програми

### Фільм-відкриття Фестивалю
| Назва         | Режисер      | Країна  | Рік  | Тривалість, хв. |
| ------------- | ------------ | ------- | ---- | --------------- |
| Райські птахи | Роман Балаян | Україна | 2008 | 94              |

### Панорама українського кіно 2007-2008
| Назва                     | Режисер             | Країна             | Рік  | Тривалість, хв. |
| ------------------------- | ------------------- | ------------------ | ---- | --------------- |
| 9 травня                  | Маріо Вера          | Україна            | 2008 | 18              |
| Блакитна година           | Іра Цілик           | Україна            | 2008 | 10              |
| Sub Rosa                  | Гуго Шер            | Україна Швейцарія  | 2007 | 27              |
| Бог любить Трійцю         | Олександр Безручко  | Україна            | 2008 | 28              |
| В керунку до              | Гарік Краснобрижев  | Україна            | 2008 | 9               |
| Врятуй і збережи          | Євген Сивокінь      | Україна            | 2008 | 6               |
| Кішка під дощем           | Валентина Селентєва | Україна            | 2008 | 9               |
| Крила метелика            | Олександр Балагура  | Україна Франція    | 2007 |                 |
| Кузьма скаже              | Антон Кузнєцов      | Україна            | 2007 | 12              |
| Морозиво                  | Роман Бровко        | Україна            | 2008 |                 |
| Намір                     | Руслан Поночевний   | Україна            | 2008 | 11              |
| Небо                      | Руслан Поночевний   | Україна            | 2008 | 20              |
| Незакінчена репетиція     | Ян Меліксетов       | Україна            | 2008 | 22              |
| Новина                    | Світлана Селютіна   | Україна            | 2008 |                 |
| Одна                      | Дмитро Мойсеєв      | Словаччина Україна | 2007 | 4               |
| Після лекції              | Олег Старинський    | Україна            | 2008 | 12              |
| Реальний майстер-клас     | Оксана Чепелик      | Україна            | 2008 | 52              |
| Ріка                      | Тамара Карпінська   | Україна            | 2008 | 20              |
| Сільський роман           | Олексій Уманський   | Україна            | 2007 | 20              |
| Смак життя                | Юрій С'єдін         | Україна            | 2007 | 11              |
| Станси для весни          | Євген Компанець     | Україна            | 2008 | 13              |
| Стукає                    | Катерина Береза     | Україна            | 2008 | 11              |
| Тільки ми з тобою та море | Антон Кузнєцов      | Україна            | 2007 |                 |
| ФРО                       | Поліна Кельм        | Україна            | 2008 |                 |
| Цуцик                     | Олексій Платонов    | Україна            | 2008 | 3               |
| Явдоха                    | Оксана Стежко       | Україна            | 2008 | 28              |
| Якутовичі                 | Юлія Лазаревська    | Україна            | 2007 | 50              |

### Сучасне французьке кіно
| Назва            | Режисер | Країна                      | Рік  | Тривалість, хв. |
| ---------------- | --- | --------------------------- | ---- | --------------- |
| Водяні Лілеї     | Селін Скьямма | Франція                     | 2007 | 85              |
| Джулія           | Ерік Зонка | Бельгія Мексика США Франція | 2008 | 138             |
| Диско            | Фаб’єн Онтеньєнте                                                                                                   | Франція                     | 2008 | 99              |
| Жах(и) темряви   | Блютш Марі Кайю П’єр Ді Шиулло Джеррі Крамскі Лоренцо Маттотті Річард МакҐуайр Мішель Пірю Ромен Слоком Чарльз Барн | Франція                     | 2008 | 85              |
| Маєток Нусинґена | Рауль Руїс | Румунія Франція             | 2008 | 94              |
| Народжені 68-го  | Олів’є Дюкастель Жак Мартіно                                                                                        | Франція                     | 2008 | 173             |
| Париж            | Седрік Клапіш | Франція                     | 2008 | 130             |
| Фабрика почуттів | Жан-Марк Муту | Бельгія Франція             | 2007 | 104             |

### “Східний експрес”
| Назва                                | Режисер           | Країна                               | Рік  | Тривалість, хв. |
| ------------------------------------ | ----------------- | ------------------------------------ | ---- | --------------- |
| Вино з полуниць                      | Даріуш Яблонскі   | Польща Словаччина                    | 2008 | 109             |
| Все буде добре                       | Томаш Вішнєвскі   | Польща                               | 2007 | 98              |
| Дельта                               | Корнель Мундручо  | Німеччина Угорщина                   | 2008 | 92              |
| Імпорт Експорт                       | Ульріх Зайдль     | Австрія                              | 2007 | 135             |
| Кохання та інші злочини              | Стефан Арсєньєвіч | Сербія                               | 2007 | 106             |
| Правила брехні                       | Роберт Седлачек   | Чехія                                | 2006 | 119             |
| Світ великий, і спасіння чекає поряд | Стефан Командарєв | Болгарія Німеччина Словенія Угорщина | 2008 | 119             |

### Сербська «Нова хвиля»
| Назва                          | Режисер                      | Країна                    | Рік  | Тривалість, хв. |
| ------------------------------ | ---------------------------- | ------------------------- | ---- | --------------- |
| Кенеді одружується             | Желімір Жилнік               | Сербія                    | 2007 | 80              |
| Марадона очима Кустуріци       | Емір Кустуріца               | Іспанія Франція           | 2006 | 90              |
| Некролог Ескобару              | Мілорад Мілінковіч           | Сербія                    | 2008 | 90              |
| Оптимісти                      | Горан Паскалевич             | Сербія                    | 2006 | 90              |
| Пастка                         | Срдан Голубовіч              | Німеччина Сербія Угорщина | 2007 | 106             |
| Фільм нюар                     | Рісто Топалоскі Сржа Пенезік | Сербія                    | 2007 | 100             |
| Хто в біса цей Мілош Бранковіч | Небоіша Радосавлєвіч         | Сербія                    | 2008 | 90              |
| Хто там співає                 | Слободан Шіан                | Югославія                 | 1980 | 86              |
| Четвертий чоловік              | Деян Зечевіч                 | Сербія                    | 2007 | 107             |

### Польське кіно (ШколаАнджея Вайди)
| Назва                     | Режисер             | Країна          | Рік  | Тривалість, хв. |
| ------------------------- | ------------------- | --------------- | ---- | --------------- |
| Біля річки                | Магдалена Ковалчик  | Польща          | 2006 | 12              |
| Внутрішня путь            | Дорота Лампарска    | Польща          | 2006 | 35              |
| За тином                  | Марчин Саутер       | Польща          | 2005 | 12              |
| Кінець вулиці             | Анна Степчак-Патик  | Польща          | 2005 | 27              |
| На дачі                   | Тьєрі Паладіно      | Польща          | 2006 | 26              |
| Подорож                   | Даріуш Глазер       | Польща          | 2006 | 30              |
| Рандеву                   | Марчин Янош Кравчик | Польща          | 2006 | 9               |
| Телефоно                  | Марчин Врона        | Польща          | 2004 | 3               |
| Троє на удочеріння        | Бартош Конопка      | Польща          | 2006 | 37              |
| Як це — бути моєю матір’ю | Нора МакГетіган     | Польща Ірландія | 2007 | 30              |

### Фестиваль фестивалів
| Назва                   | Режисер                      | Країна                                 | Рік  | Тривалість, хв. |
| ----------------------- | ---------------------------- | -------------------------------------- | ---- | --------------- |
| Паперовий солдат        | Олексій Герман мол.          | Росія                                  | 2008 | 118             |
| Дзіфт                   | Явор Гирдєв                  | Болгарія                               | 2008 | 92              |
| Живи та пам’ятай        | Олександр Прошкін            | Росія                                  | 2008 | 100             |
| Мовчання Лорни          | Жан-П’єр Дарденн Люк Дарденн | Бельгія Велика Британія Італія Франція | 2008 | 105             |
| О’Хортон                | Бент Хамер                   | Норвегія                               | 2008 | 90              |
| Сіта співає блюз        | Ніна Палі                    | США                                    | 2008 | 82              |
| Таємниці «нічної варти» | Пітер Гріневей               | Велика Британія                        | 2007 | 134             |
| Тихий хаос              | Антонело Грімальді           | Італія                                 | 2007 | 105             |
| Три мавпи               | Нурі Більге Сейлан           | Італія Туреччина Франція               | 2008 | 109             |

### “Сонячний зайчик”
| Назва                         | Режисер                      | Країна    | Рік  | Тривалість, хв. |
| ----------------------------- | ---------------------------- | --------- | ---- | --------------- |
| «Івін А.»                     | Ігор Черницький              | СРСР      | 1990 | 80              |
| Водяні Лілеї                  | Селін Скьямма                | Франція   | 2007 | 87              |
| Гарна-надзвичайна             | Келлі Вест                   | Австралія | 2007 | 15              |
| Гіганти                       | Фабіо Молло                  | Італія    | 2007 | 24              |
| Гітара                        | Емі Редфорд                  | США       | 2008 | 93              |
| Зала очікування               | Мона Руджис                  | Австралія | 2007 | 10              |
| Кава з молоком                | Даніел Рібейру               | Бразилія  | 2007 | 18              |
| Кенеді одружується            | Желімір Жильнік              | Сербія    | 2007 | 80              |
| Муха                          | Володимир Котт               | Росія     | 2008 | 107             |
| Народжені 68-го               | Олів’є Дюкастель Жак Мартіно | Франція   | 2008 | 173             |
| Некролог Ескобару             | Мілорад Мілінковіч           | Сербія    | 2008 | 90              |
| Оперна діва                   | Агнєшка Смочинська           | Польща    | 2007 | 30              |
| Останній син                  | Бартоломью Саммат            | Австралія | 2008 | 5               |
| По буквах                     | Алма М. Кіма Т.              | Казахстан | 2008 |                 |
| Повна води                    | Елка Кергофс                 | Австралія | 2007 | 5               |
| Посібник                      | Сара Спіллейн                | Австралія | 2007 | 15              |
| Приблуда                      | Крег Борем Дін Франсіс       | Австралія | 2007 | 14              |
| Реєстрація                    | Ліза Хілл                    | Австралія | 2008 | 12              |
| Розчарування                  | Мартін Поттер Джейсон Свіні  | Австралія | 2007 | 16              |
| Схід/Захід — Секс та політика | Йохен Гік                    | Німеччина | 2008 | 97              |
| У компанії з пилом            | Жак Молітор                  | Бельгія   | 2008 | 19              |
| Чуже тіло                     | Максим Зірін                 | Росія     | 2007 | 49              |